# Romeins en Byzantijns Egypte
| Prehistorisch Egypte pre–3100 v. Chr. |
| Oude Egypte Proto-dynastieke periode 3200-3032 v.Chr. Vroeg-dynastieke periode 3032–2686 v. Chr. Oude Rijk 2686–2181 v. Chr. Eerste tussenperiode 2181–2055 v. Chr. Middenrijk 2055–1650 v. Chr. Tweede tussenperiode 1650–1550 v. Chr. Nieuwe Rijk 1550–1069 v. Chr. Derde tussenperiode 1069–664 v. Chr. Late periode 664–332 v. Chr. |
| Grieks Egypte 332–30 v. Chr. Alexandrijnse Oorlog 48 v. Chr. |
| Romeins Egypte 30 v. Chr.–640 CE |
| Vroeg-islamitisch Egypte 640-1517 Kruisvaardersinvasie van Egypte 1154-1169 |
| Ottomaans Egypte 1517–1867 Franse bezetting 1798–1801 Semi-autonome provincie 1801-1882 Kedivaat Egypte 1867–1914 |
| Modern Egypte Britse overheersing 1882–1953 Sultanaat Egypte 1914–1922 Egyptische Revolutie van 1919 Koninkrijk Egypte 1922–1953 Egyptische Revolutie van 1952 |
| Republiek 1953–nu Vrije Officieren en Nasser 1952-1970 Verenigde Arabische Republiek 1958–1961 Verenigde Arabische Staten 1958–1961 Egypte onder Sadat 1970-1981 Egypte onder Moebarak 1981-2011 Egyptische Revolutie van 2011 Protesten en staatsgreep in 2013                                                                         |
| Portaal Geschiedenis Portaal Egypte |

Romeins en Byzantijns Egypte is de periode in de geschiedenis van Egypte die begint als de Romeinse alleenheerser Octavianus in 30 voor Chr. Egypte inlijft bij het Romeinse Rijk, waarmee een einde komt aan de periode van Macedonisch Egypte en het Ptolemeïsche Rijk.

## Geschiedenis

Romeins Egypte, ten tijde van keizer Augustus

### Romeinse Keizerrijk

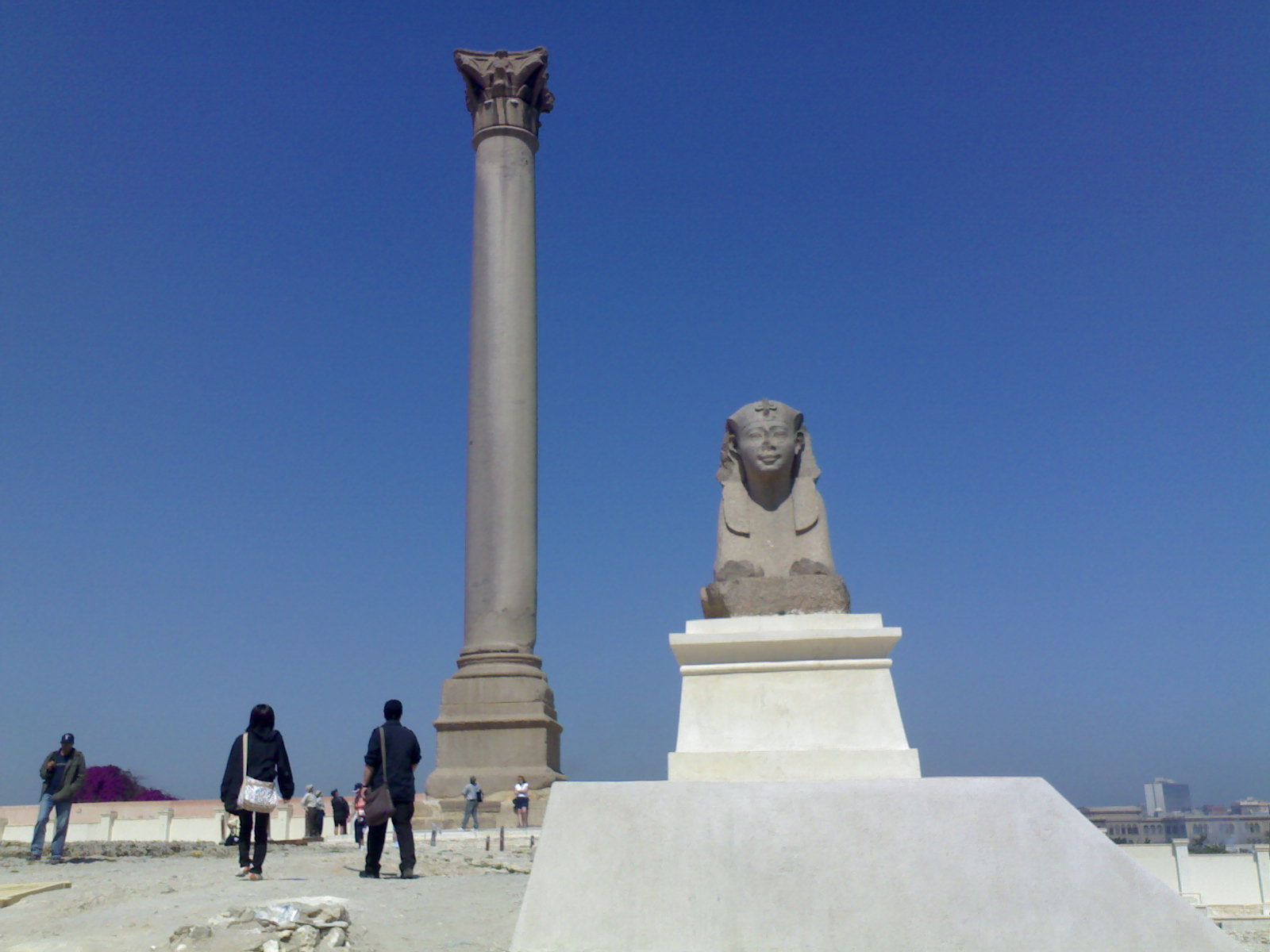
Pompeius' pilaar, Romeinse triomfzuil in Alexandrië, ter herinnering aan de zege van keizer Diocletianus over de opstand in 295-298

De Romeinen hadden in Egypte negen cohortes gelegerd, waarvan drie in Alexandrië, drie in Syene (dicht bij de grens met het Koninkrijk Aksum) en drie in het binnenland. De Romeinse machtsovername bracht voor de inheemse rurale Egyptische bevolking weinig verandering; ook de voertaal van het nieuwe bewind bleef Grieks. De hoogste Romeinse bestuurder in Egypte was de praefectus Alexandreae et Aegypti.
Net als onder de Ptolemeeën bleef Egypte één grote plantage tot nut van de heersers. Het Egyptische graan stroomde nu niet meer naar de Ptolemeïsche graanschuren, maar naar Rome, waar het voorzag in een derde van de voedselbehoefte. Dwangarbeid, vordering van landgoederen en drukkende belastingen maakten het leven van de plattelanders zwaar. Regelmatig kwamen de boeren in opstand, bijvoorbeeld in 295-298, maar Rome wist hen meestal betrekkelijk eenvoudig weer te onderdrukken. Naast graan werden ook papyrus, graniet, albast en ander kostbaar gesteente naar Rome en later Constantinopel gebracht; Egyptische beelden en andere objecten werden versleept om pleinen en heiligdommen in Italië en het Romeinse Rijk op te sieren.

### Palmyreense Rijk

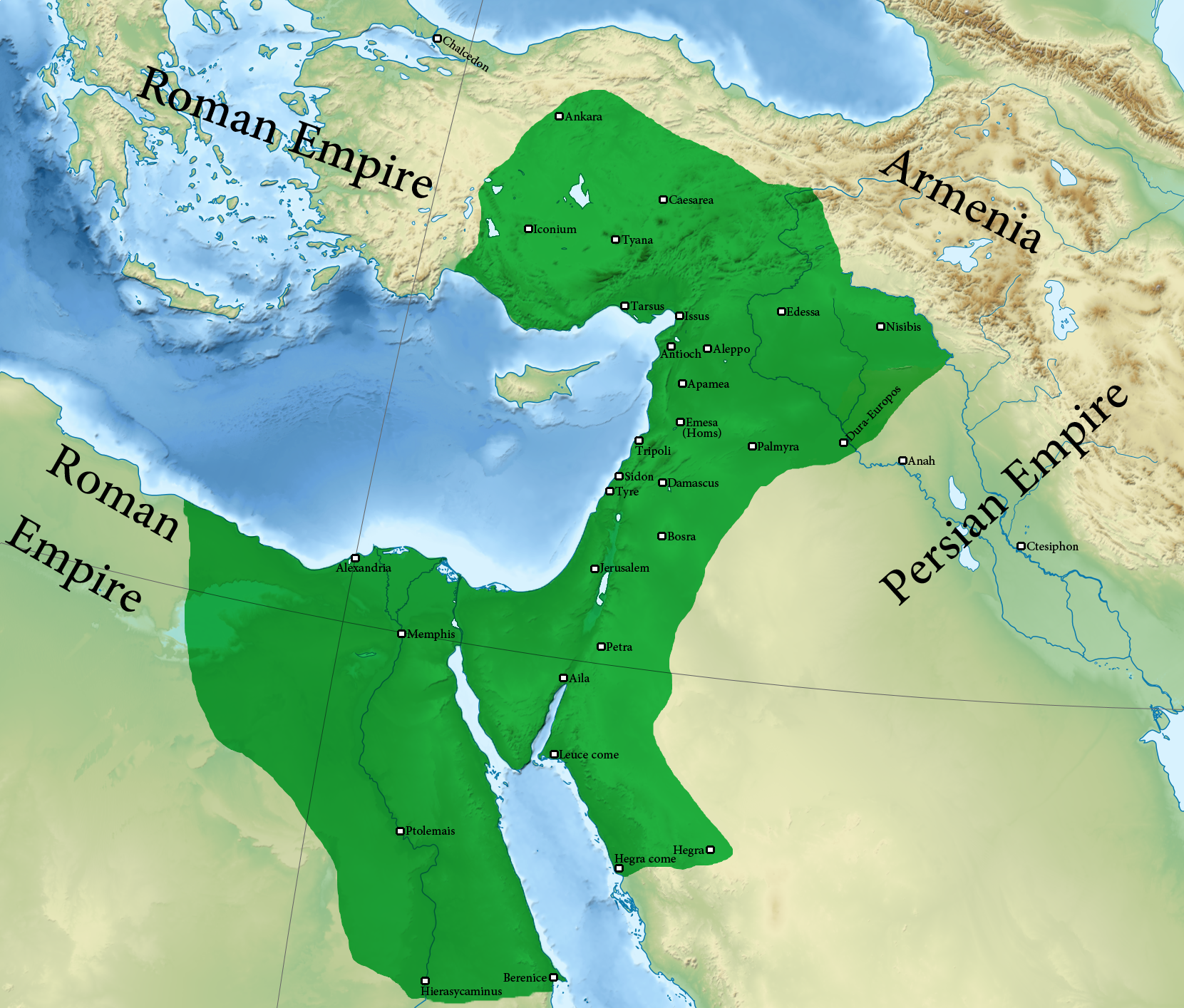
Palmyreense Rijk op zijn hoogtepunt (271)

Tijdens de Crisis van de derde eeuw, na de Slag bij Edessa (260), waarbij keizer Valerianus I werd gevangengenomen, braken overal opstanden uit. Het Romeinse Rijk stond op de rand van de afgrond. De nieuwe keizer Gallienus, zoon van Valerianus, probeerde de opstanden in het Westen te beteugelen en gaf Septimius Odaenathus de titel Corrector totius orientus, "Gouverneur van het hele Oosten". Gestaag kreeg hij heel de regio onder controle. Bij zijn dood in 267 nam zijn beeldschone en bekwame vrouw Septimia Zenobia de leiding over. Ze zette haar zoon Vabalathus op de troon en ze riepen zichzelf uit als koning en koningin. Keizer Gallienus weigerde de titels te aanvaarden en de vriendschap sloeg om in ruzie. Palmyra scheurde zich af.
In 272 heroverde keizer Aurelianus de opstandige regio's. Zenobia en Vabalathus werden door de Romeinen gevangengenomen en in gouden kettingen naar Rome gedeporteerd.

### Dioecesis Orientis
De aanzet van de bestuurlijke hervormingen in het Romeinse Rijk begon met Diocletianus en zijn Tetrarchie: het opsplitsen van het rijk in vier delen. Constantijn de Grote zette die hervormingen verder in praefectura praetorio, die op hun beurt verdeeld werden in dĭœcēsĭs. Het Palmyreense Rijk werd omgedoopt tot Dioecesis Orientis waar ook Egypte onder viel. Constantijn stichtte een nieuwe hoofdstad voor het rijk, Constantinopel, en bij gelegenheid werd ook de bestemming van het Egyptische graan veranderd. Dit stroomde voortaan naar Constantinopel.
Op het einde van de 4de eeuw was men door de toenemende druk van buitenaf en van binnenuit het Rijk gedwongen een co-keizerschap te installeren en werd het bestuur van het oostelijke en het westelijke deel gesplitst. Het oostelijke deel, waar Egypte onder viel, had als hoofdstad Constantinopel. Herstructurering was een noodzaak: het aantal provincies steeg van 48 naar 120. Egypte werd een afzonderlijk diocees, Diocees Aegyptus, dat werd onderverdeeld in vijf provincies.

### Byzantijnse Rijk
Aan het eind van de 5e eeuw werd het Romeinse Rijk definitief gesplitst in een westelijk en oostelijk deel. Het oostelijke deel werd later bekend als het Byzantijnse Rijk met als hoofdstad Constantinopel (het huidige Istanboel). Het West-Romeinse Rijk werd overspoeld door barbaren en doofde langzaam uit. In het oosten gingen de Romeins-Perzische oorlogen gewoon verder.
De laatste, de Byzantijns-Sassanidische oorlog (602-628), zou voor de regio grote gevolgen hebben. Van de tien jaar durende machtsstrijd aan de top van het Byzantijnse Rijk profiteerde sjah Khusro II door Byzantium binnen te vallen. Antiochië werd in 613 veroverd; daarna richten de Perzen zich naar het zuiden en veroverden zij in 614 Jeruzalem.
Enkele jaren later zouden de Sassaniden doorstoten naar Egypte (618). De Byzantijnse legers werden meermalen verslagen en het land werd in 619 veroverd en vervolgens administratief in het Sassanidenrijk ingelijfd, waarmee ook de "graanschuur" van het Oost-Romeinse Rijk in Perzische handen was gevallen – een catastrofe die de keizer met lede ogen moest aanzien. De reeds kort na de val van Jeruzalem in grote aantallen aangemunte zilvermunt met de bijzondere legenda Deus adiuta Romanis ("God, help de Romeinen!") toont de vertwijfelde toestand van het rijk aan.
Keizer Herakleios besloot in het offensief te gaan en dat werd een onverwacht succes. Het einde van de oorlog werd een uitputtingsslag, met na het Beleg van Constantinopel (626) de val van Ninive (627), het overlopen van generaal Shahrabaraz naar het Byzantijnse kamp en de moord op sjah Khusro II (628). De vrede die hier op volgde, gaf Herakleios de verloren gebieden terug.

### Islamitische verovering
De hierop volgende periode in de geschiedenis van Egypte is die van het Vroeg-islamitisch Egypte
Door de voortdurende en eeuwenlange onderlinge oorlogen waren het Byzantijnse en Sassanidische Rijk geheel uitgeput en een nieuwe speler op het toneel van het Midden-Oosten profiteerde daarvan.
Vanaf 634 werd de islam door de volgelingen van Mohammed verspreid vanuit Mekka. Mohammed en zijn volgelingen stichtten het Arabische Rijk. In 636 werd Palestina veroverd, in 637 Mesopotamië en in 640 veroverde de Arabische krijgsheer Amr ibn al-As Egypte. Het Sassanidische Perzië werd door de Arabieren uiteindelijk helemaal veroverd en de Byzantijnen wisten maar ternauwernood te overleven.

## Religie en culturele uitwisseling
Na de inname door de Romeinen, de eerste eeuw voor Christus, bleef Alexandrië nog steeds een kosmopolitische stad, groeiend naar misschien een miljoen inwoners, waar aanhangers van de oude Egyptische religie, van de Griekse of Romeinse godsdienst en van Joodse ideeën naast elkaar leefden. Daarbuiten bleef de bevolking voorlopig trouw aan de oude Egyptische religie. Net als hun Griekse voorgangers hielden ook de Romeinen, althans aanvankelijk, de oude Egyptische godsdienst in ere. Ook de Romeinse heersers lieten nog Egyptische tempels bouwen of verbouwen. Romeinse keizers probeerden zichzelf in religieuze zin te legitimeren als nieuwe zonen van Amon. De Egyptische verering van godin Isis verspreidde zich over het Middellandse Zeegebied en keizers bouwden zelfs in Rome Isistempels. Een andere Egyptische culturele bijdrage aan de Romeinse, en daarmee zelfs aan onze hedendaagse wereld, was hun jaarkalender, gebaseerd op twaalf maanden. Met kleine correcties introduceerde Julius Caesar die kalender in 45 voor Chr. als de Juliaanse kalender, die na verdere correcties (zie Gregoriaanse kalender) nog steeds de meestgebruikte ter wereld is.

### Christendom

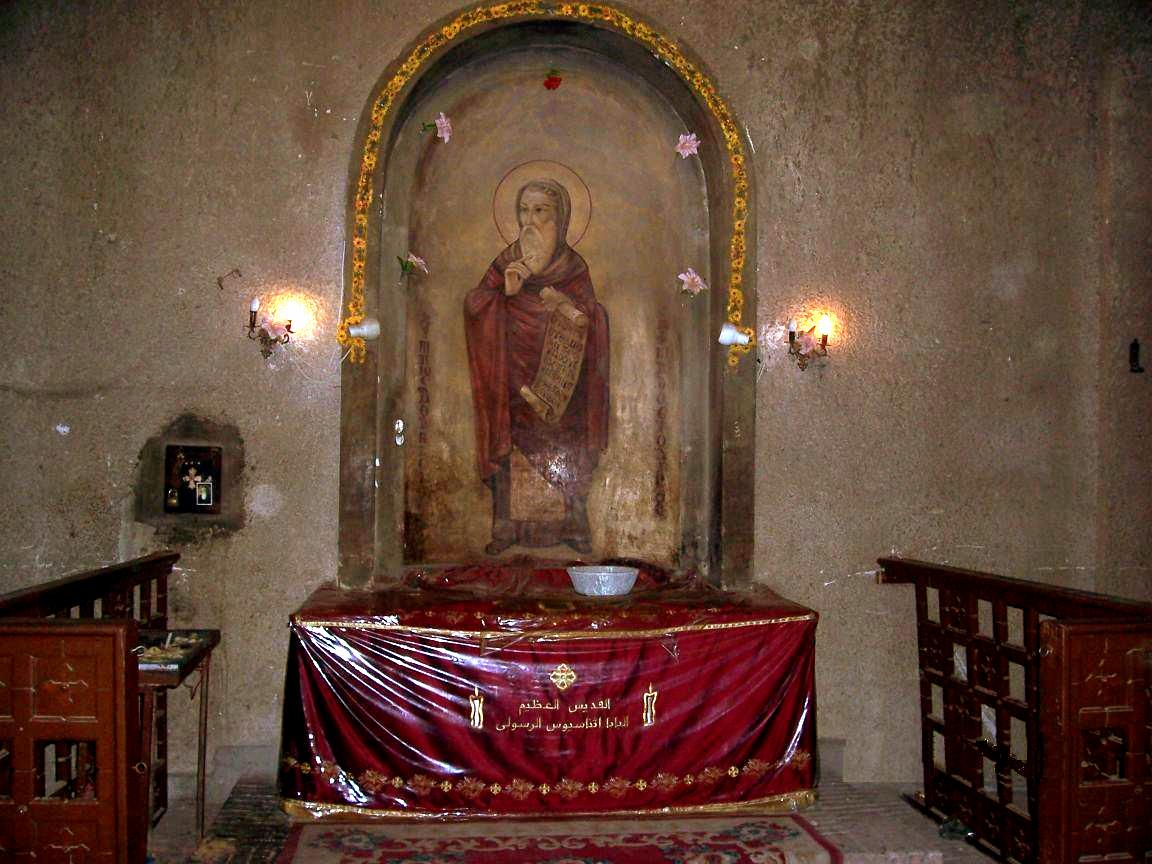
De graftombe van Athanasius van Alexandrië in de Kathedraal van St. Marcus in Caïro

Elders in het grote Romeinse Rijk, rond Judea, ontstond de nieuwe religie het christendom. Een van de eerste landen waarheen het christendom zich verspreidde was het buurland Egypte; volgens de overlevering maakte Egypte al in 43 na Chr. kennis met deze religie. Egyptische theologen, bijvoorbeeld Arius en Athanasius in de vierde eeuw, speelden een hoofdrol in de ontwikkeling van de christelijke theologie. (Zie ook School van Alexandrië voor andere invloedrijke Egyptische christenen.) Het christelijke kloosterwezen heeft eveneens zijn oorsprong in Egypte.
In 381 begon keizer Theodosius I andere godsdiensten dan het christendom en jodendom te verbieden. Tussen 390 en 392 werden diverse Oud-Egyptische tempels in Alexandrië door de christelijke patriarch Theophilus onteigend of verwoest. Eind vierde eeuw was de meerderheid der Egyptenaren reeds christen geworden
In 415 werd de neoplatonische Griekse filosofe Hypatia in Alexandrië door fanatieke christelijke monniken vermoord. Daarmee kwam een einde aan de niet christelijke of joodse Alexandrijnse filosofenscholen. In de vijfde eeuw was de oude Egyptische religie grotendeels verdwenen, maar in Zuid-Egypte hield de bevolking er nog aan vast.

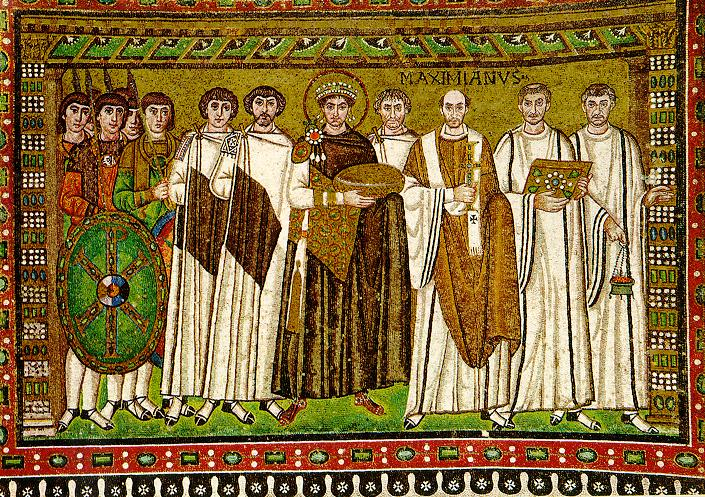
Keizer Justinianus (midden) met bisschop Maximianus (rechts), en hofhouding met Belisarius (aan de rechterschouder van de keizer) en Narses (aan de linkerschouder van de keizer) en gardetroepen. (Basiliek van San Vitale, Ravenna.)

In de 4e en 5e eeuw ontstond discussie binnen het christendom over de vraag naar de natuur van Christus: was hij goddelijk, menselijk of beide? In Egypte overheerste het monofysitisme: Christus is goddelijk, en zijn goddelijke natuur heeft zijn menselijke geheel vervangen. De algemene kerkvergadering in Chalcedon in 451 besloot echter dat het monofysitisme een ketterse afwijking is en derhalve verboden, en dat het 'juiste', orthodoxe, Chalcedonische standpunt luidt: Christus is zowel God als mens en deze twee naturen zijn onafscheidelijk. De Egyptenaren legden zich daar niet bij neer en hielden vast aan hun monofysitisme. Hun kerk zou voortaan de Koptisch-orthodoxe Kerk genoemd worden – Koptisch is een verbastering van het Griekse woord Aiguptioi (= ‘Egyptisch’).
Dit bracht de Romeinse keizers, zetelend in Constantinopel, in een lastig parket. Keizer Zeno (474-491) probeerde zowel de monofysieten als de Chalcedoniërs te vriend te houden, maar kreeg het daardoor juist met beide groepen aan de stok. Anastasius I (491-518) was zelf monofysiet, tot vreugde van de Egyptenaren. Zijn opvolger Justinus I (518-527) vervolgde echter opnieuw de monofysieten. Justinianus I (527-565) nam in deze kwestie weer een veranderlijk standpunt in. Vanaf 565 echter werden de Egyptische monofysieten vanuit Constantinopel continu vervolgd en ze keken ten slotte uit naar een buitenlandse macht die hen hiervan zou verlossen. Toen de islamitische legers het land binnenvielen werden deze dan ook aanvankelijk verwelkomd als 'bevrijders van het Byzantijnse juk', wat meegespeeld zal hebben in het feit dat Egypte betrekkelijk snel overwonnen was.